# Qaḑā' al Azraq
Qaḑā' al Azraq är en kommun i Jordanien.   Den ligger i guvernementet Zarqa, i den nordöstra delen av landet, 100 km öster om huvudstaden Amman.